# Claudio Savini
Pour les articles homonymes, voir Savini.
Claudio Savini, né le 3 janvier 1956 à Cesenatico (Émilie-Romagne) est un coureur cycliste italien, professionnel de 1980 à 1990.

## Palmarès
- 1975
  - Coppa Fiaccola
- 1979
  - Coppa della Pace
- 1983
  - 3e de la Coppa Agostoni
- 1984
  - 10e du Tour de Suisse
- 1987
  - 3e du Grand Prix de Camaiore

## Résultats sur les grands tours

### Tour d'Italie
9 participations
- 1981 : 61e
- 1982 : non-partant (18e étape)
- 1983 : 50e
- 1984 : 53e
- 1985 : 39e
- 1986 : 34e
- 1987 : 13e
- 1988 : 28e
- 1990 : 86e

### Tour d'Espagne
2 participations
- 1988 : 63e
- 1989 : abandon (7e étape)